# پسیکتریا ویریدیس
پسیکتریا ویریدیس (نام علمی: Psychotria viridis) نام یک گونه از تیره روناسیان است.